# François Chauveau

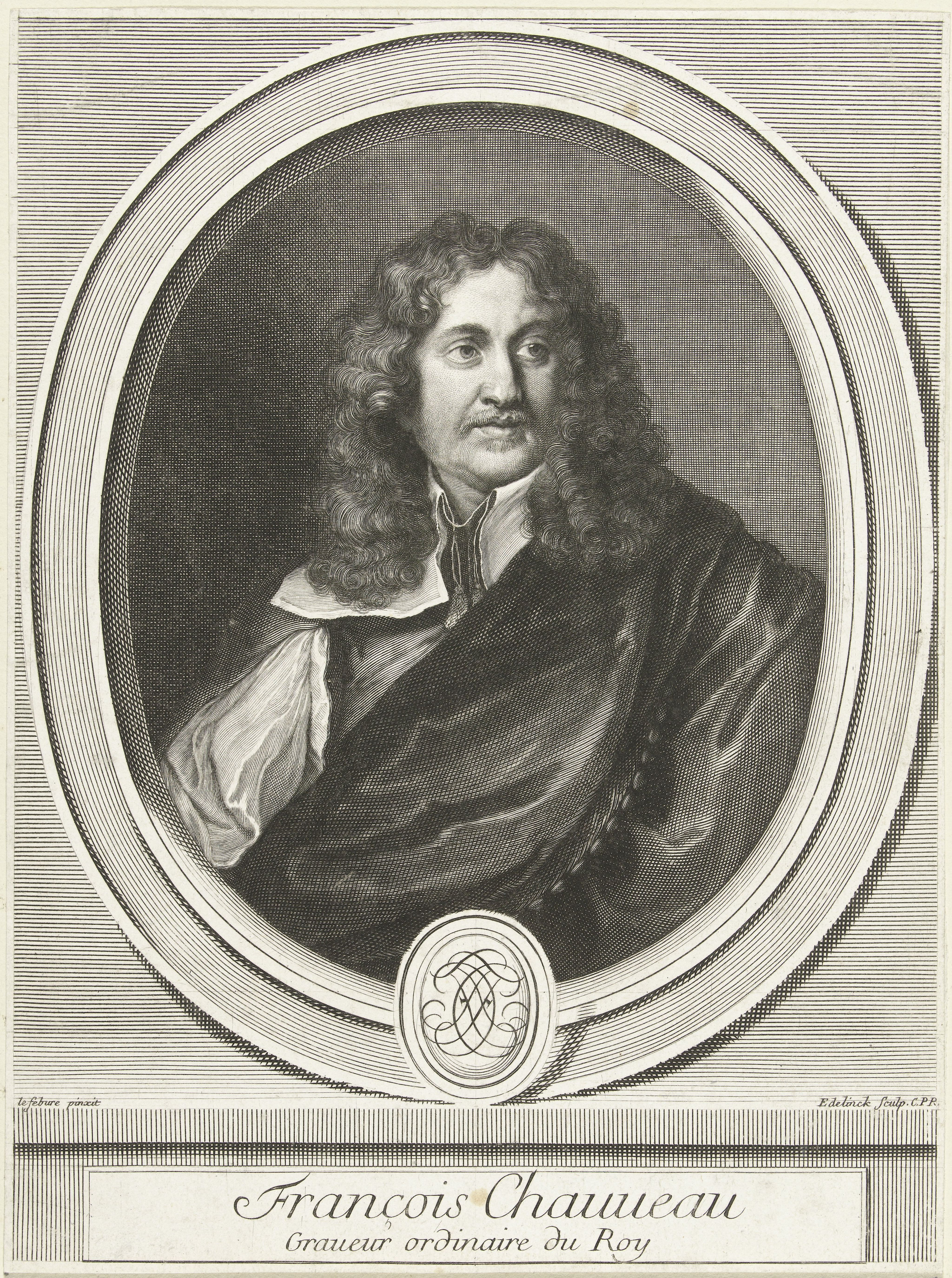
Kupferstich-Porträt, 1700, gestochen von Gérard Edelinck nach Claude Lefebvre

François Chauveau (* 10. Mai 1613 in Paris; † 3. Februar 1676 ebenda) war ein französischer Zeichner, Kupferstecher, Radierer und Maler.

## Leben und Werk

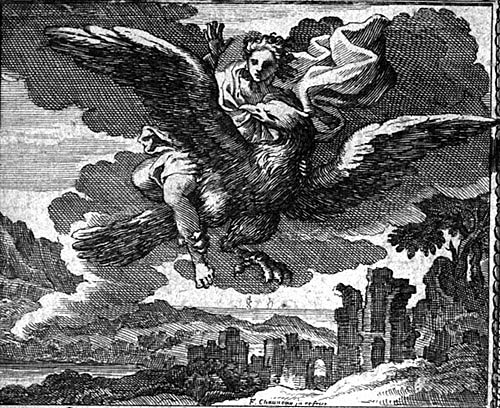
L’enlèvement de Ganymède aus Ovids Metamorphosen

François Chauveau war der zweite Sohn von Lubin Chauveau, eines ruinierten Mitglieds des Kleinadels, und Marguerite de Fleurs. Er ging bei Laurent de La Hyre in die Lehre und fertigte zusammen mit ihm Radierungen an. Am 8. Februar 1652 heiratete er Marguerite Roger. Wie die Namen der Paten und Patinnen seiner Kinder bezeugen, fand Chauveau dank seines Talents und seiner fundierten Ausbildung leicht Kontakt zu anderen Gelehrten und Künstlern, darunter Charles Sorel, Charles Lebrun, Jean Varin und Nicole-Geneviève Nanteuil, der Tochter von Robert Nanteuil. Am 14. April 1663 wurde Chauveau als „conseiller“ in die Académie royale de peinture et de sculpture aufgenommen. Er starb 1676 in seiner Heimatstadt an Unterkühlung.
Chauveau war ein außerordentlich produktiver Künstler. Bisher wurden etwa 1600 druckgraphische Blätter katalogisiert, die meisten davon fertigte er nach eigenen Entwürfen an. Ein Großteil von Chauveaus Werken waren Illustrationen für Bücher, Theaterstücke und Gedichte. Laut J.M. Papillon, der 1738 eine Denkschrift zu Chauveau verfasste, wurden etwa 1400 Blätter anderer Künstler nach Chauveaus Zeichnungen gestochen. Chauveau war auch Maler, stieß mit seinen Gemälden aber nicht auf besonderes Interesse.
Vermutlich hatte Chauveau zwei Schüler, Jean Baptiste Broebes und Edward Davis. Er war Vater unter anderem von René, Evrard und Louis Chauveau.